# ミトゥミッタ
ミトゥミッタ(Mitmita)は、エチオピアで用いられる粉末状のミックススパイスである。色は橙赤色で、ピリピリ（唐辛子）、コラリマ、チョウジ、食塩を含む。シナモン、クミン、ショウガ等、他のスパイスが含まれることもある。
生の牛肉の料理であるw:kitfoの味付けに用いられたり、ソラマメ料理のw:Ful medamesに振りかけたりして用いる。さらに、調味料として他の料理に振りかけたり、インジェラに付けたりして食べることもある。